# Linnaemya atrisetosa
Linnaemya atrisetosa là một loài ruồi trong họ Tachinidae.